# Gymnostachyum
- Commons
- Wikispecies

Gymnostachyum Nees, segundo o Sistema APG II, é um gênero botânico da família Acanthaceae, natural da Índia e Malásia.

## Sinonímia
| - Cryptophragmium Nees - Odontostigma Zoll. & Moritzi | - Petracanthus Nees |

## Espécies
- Gymnostachyum affine
- Gymnostachyum alatum
- Gymnostachyum andrographioides
- Gymnostachyum argyroneurum
- «Lista das espécies»

## Nome e referências
Gymnostachyum Nees 1832.

## Classificação do gênero
| Sistema | Classificação                       | Referência            |
| ------- | ----------------------------------- | --------------------- |
| APG II  | Ordem Lamiales, família Acanthaceae | APweb, versão 9, 2008 |